# Kaapse Vlakte

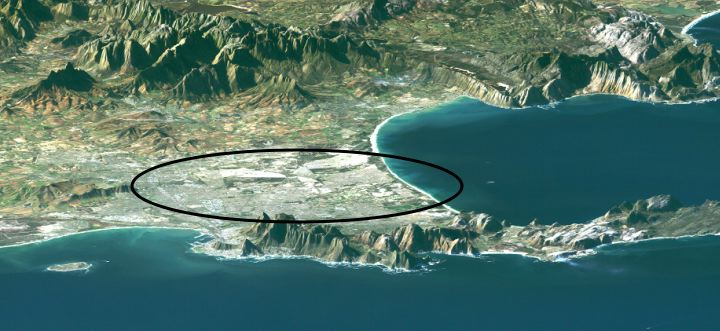
Ruwe situering van de Kaapse Vlakte. Linksonder Kaapstad en het Robbeneiland

De Kaapse Vlakte (Afrikaans: Die Kaapse Vlakte; Engels: Cape Flats) is een groot, zanderig gebied ten zuidoosten van Kaapstad waar gedurende de apartheidsperiode (1948-1994) de zwarte en gekleurde bevolking van Kaapstad moest verblijven. Als noordgrens wordt vaak de N2, de weg naar de luchthaven, aangehouden.
Al in het begin van de 20e eeuw ontstonden op de Kaapse Vlakte zwarte locaties: Langa, Nyanga, Gugulethu en later Khayelitsha, maar de grote uitbreiding vond plaats toen in 1950 de Groepsgebiedenwet van kracht werd die bepaalde dat alleen de witte bevolking recht had om in Kaapstad te wonen. Vanouds had Kaapstad een grote gemengde bevolking van kleurlingen en nadat de meeste zwarten verplaatst waren kwam deze groep aan de beurt. Het bekendste voorbeeld is de wijk District Six, dat in de jaren zestig van de 20e eeuw met de grond gelijk werd gemaakt. Aan het einde van de apartheidsperiode woonden er een miljoen mensen in de verschillende townships voor zwarten en kleurlingen. 
Hoewel niet op iedereen van toepassing, was de armoede groot en de mensen die werk hadden waren uren onderweg. Medische en sociale verzorging ontbraken. In de winter stonden grote delen van het gebied onder water en de zuidoostenwind veroorzaakte door zandstormen flinke overlast.